# You Lay a Whole Lot of Love on Me
«You Lay a Whole Lot of Love on Me» — пісня, написана Генком Бітчем і Форестом Бордерсом другим. Вперше була записана Коном Ганлі для альбому 1980-го року «I Don't Want to Lose You». Пізніше пісня була записана для своїх альбомів Томом Джонсом та Шанаєю Твейн.

## Версія Шанаї Твейн
«You Lay a Whole Lot of Love on Me» — кавер-версія і третій та фінальний сингл першого студійного альбому канадської кантрі-співачки Шанаї Твейн — «Shania Twain». У США і Канаді пісня вийшла у вересні 1993. Пісня спродюсована Гарольдом Шеддом та Норро Вілсоном. Музичне відео зрежисував Стівен Голдман; прем'єра музичного відео відбулась у вересні 1993. Пісня не потрапила до жодного чарту.

### Музичне відео
Музичне відео зрежисував Стівен Ґолдман. Фільмування проходило у серпні 1993 в Монреалі, Канада. Прем'єра музичного відео відбулась у вересні 1993

### Список пісень
Грамофонна платівка / Аудіокасета / Європейський CD-сингл
1. You Lay a Whole Lot of Love on Me — 2:48
2. God Ain't Gonna Getcha for That — 2:45